# Tiriyó
Los Tiriyó o Wü Tarëno son un pueblo indígena que habita en Brasil en el Parque Indígena de Tumucumaque, al norte del estado brasileño de Pará y en la región en torno a Kwamalasamutu, al suroccidente de Surinam. Su idioma pertenece a la familia lingüística Caribe.

## Organización social
Residen en las pata, las aldeas, que tienen un líder pataentu, que escoge el lugar para residir y reúne allí a los imoitü  (parientes bilaterales), que tienen un tamutupë o director en los rituales, los diálogos ceremoniales y las relaciones con otros imoitü. En cada casa de la aldea, el pakoro o  jefe de hogar vive con su esposa, sus hijos solteros, sus hijas y sus yernos. Además, construyen una casa redonda para las reuniones llamada pasman. Todas las casas están alrededor de anna, una plaza, cuyo centro es la  toëfa, donde se realizan las danzas.

## Cosmología
Al principio había sólo silencio y obscuridad. Kuyuri fue el primer ser que existió. Simplemente brotó aun sin forma, en la época ahtao, cuando la vida brotaba por sí misma. Él estaba dotado de luz, voz y un fluido fértil. Era capaz de crear por dio de su palabra y de su luz, viendo y haciendo aparecer delante de sí lo que nombraba. No quería estar sólo y por eso creó. Por ser hombre, lo primero que hizo fue la mujer.

## Economía
La subsistencia de la mayoría de los tiriyó depende de la agricultura, la caza, la pesca y la recolección de productos silvestres. Hasta 1960, tales actividades formaban parte de un sistema de agricultura itinerante que los llevaba a cambiar de sitio de residencia cada cinco a diez años. Posteriormente las aldeas se hicieron más sedentarias. Su principal cultivo ha sido y es la yuca, pero, también siembran piña, batata, banano, frijol, caña de azúcar y últimamente arroz.
Los tiriyó establecieron contacto con grupos de cimarrones, fugitivos de la esclavitud que se asentaron en la región a finales del siglo XVIII, y han mantenido relaciones comerciales regulares con uno de ellos, los Ndyuka. Más reciente es la vinculación de algunos tiriyós a actividades asalariadas transitorias o permanentes. En la actualidad se observa una diferenciación social entre algunas familias tiriyó con mayor acceso a las ciudades, la salud, la educación y el comercio.